# Zixi
Der Kreis Zixi (chinesisch 资溪县, Pinyin Zīxī Xiàn) ist ein Kreis im mittleren Osten der chinesischen Provinz Jiangxi. Er gehört zum Verwaltungsgebiet der bezirksfreien Stadt Fuzhou. Der Kreis hat eine Fläche von 1.251,03 Quadratkilometern und zählt 111.983 Einwohner (Stand: Zensus 2010). Sein Hauptort ist die Großgemeinde Hecheng (鹤城镇).

## Administrative Gliederung
Auf Gemeindeebene setzt sich der Kreis aus fünf Großgemeinden und zwei Gemeinden zusammen. 